# Snofru
Snofru lub Snefru (egip. Czyniący Piękno, stgr. Σῶρις) – władca starożytnego Egiptu (wówczas nieznane było jeszcze określenie faraon, wprowadzone w XVI wieku p.n.e.), założyciel IV dynastii w okresie Starego Państwa.

## Lata panowania
- 2629–2604 p.n.e. (Kwiatkowski 2002 ↓ ).
- 2670–2620 p.n.e. (Schneider 2001 ↓ )
- 2575–2551 p.n.e. (Tiradritti, De Luca)

## Rodzina
Był synem Meresanch, jednej z konkubin poprzedniego władcy Huniego. Snofru miał 2 żony:
- pierwszą żonę o nieznanym nam imieniu, z którą miał 3 lub 4 synów (nieznany z imienia z mastaby nr 17, Nefermaat, Rahotep i prawdopodobnie Anchchaef) i 2 córki (Nefretkau, Hetepheres II), pochowanych w Meidum
- Hetepheres, z którą miał syna Cheopsa

## Rezydencja
Początkowo rezydował w Meidum, między 12 a 15 rokiem panowania przeniósł swoją rezydencję i nekropolę domu panującego z powrotem na północ do Dahszur. Nie wiadomo, jakie były przyczyny przeniesienia nekropoli do Meidum oraz ponownego powrotu na północ. Przypuszcza się, że mogło to być spowodowane chęcią podkreślenia zmiany w stosunku do poprzedniej dynastii i jakiegoś związku rodziny panującej z tym miejscem.

## Działalność
Panowanie Snofru stało pod znakiem intensywnej działalności militarnej i budowlanej.
Zajmował się energicznie tworzeniem silnej floty. Organizował wyprawy wojenne we wszystkich niemal kierunkach. Z wypraw z Libii przywiódł 11 000 jeńców i 13 000 sztuk bydła, z Nubii – 7 000 jeńców i 200 000 sztuk bydła. Walczył również na Synaju z pustynnymi koczownikami, broniąc tam ważnych dla Egiptu kopalń miedzi, malachitu, a przede wszystkim turkusów. 
Jego duża aktywność budowlana potwierdzona jest przez wzmianki na Kamieniu z Palermo mówiące, że co roku budował świątynię, twierdzę lub inną budowlę. Był budowniczym niedokończonej piramidy w Meidum, o nietypowym kształcie, w której do dziś można oglądać porzucone, zachowane w doskonałym stanie, cedrowe belki mające służyć do wniesienia sarkofagu króla. Jest on także twórcą jedynej piramidy łamanej z Dahszur. Jednak ambicje tego władcy sięgały o wiele dalej i dzięki doświadczeniom wyniesionym z poprzednich budowli, w dążeniu do stworzenia idealnej konstrukcji jako pierwszy wzniósł piramidę o kojarzonym dziś z piramidami kształcie ostrosłupa – Czerwoną Piramidę w Dahszurze, w której został pochowany. W sumie przypisuje się mu budowę aż czterech piramid: w Seila, Meidum oraz dwóch w Dahszur.

## W pamięci potomnych
Snofru był uważany za mądrego i sprawiedliwego władcę, jego panowanie pozostawiło po sobie dobrą pamięć wyrażaną w licznych późniejszych bajkach i opowieściach, podkreślających jego dobroć i poufałość wobec poddanych. Od jego czasów zaczęto budować właściwe piramidy jako formy grobowe i symbole boskiego państwa. W mniemaniu wielu „największy budowniczy Egiptu” (W. Wolf), pozostawił po sobie budowle o objętości 3,6 mln m³, co przewyższa prawie o 1/3 zespół piramidy Cheopsa (2,6 mln m³). Łączna masa budulca zużytego do budowy wszystkich trzech piramid Snofru wyniosła ponad 9 milionów ton.

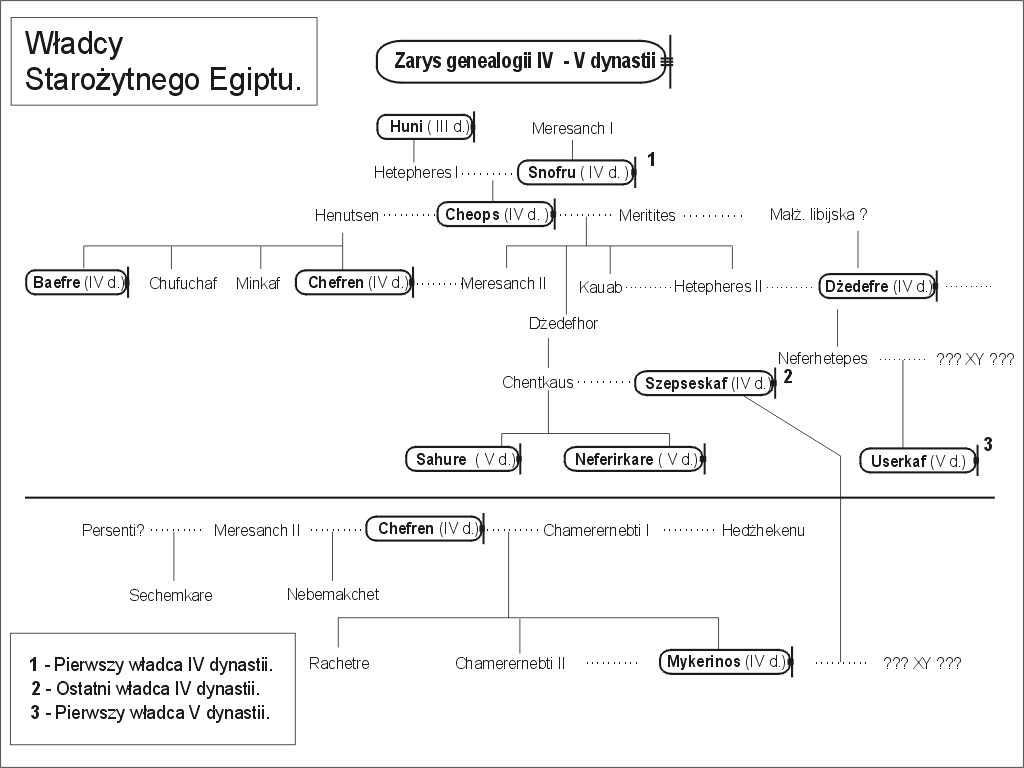
Zarys genealogii IV i V dynastii

## Tytulatura
| G5 |

| G5 |

| V30 · U4 · X1 |

| V30 · U4 · X1 |

| V30 · U4 · X1 |

| V30 · U4 · X1 |

| G5 |

| G5 |

| V30 · U4 · X1 |

| V30 · U4 · X1 |

| V30 · U4 · X1 |

| V30 · U4 · X1 |

| M23 · X1 | L2 · X1 |

| M23 · X1 | L2 · X1 |

| s | nfr | r · f | w |

| s | nfr | r · f | w |

| s | nfr | r · f | w |

| s | nfr | r · f | w |

| M23 · X1 | L2 · X1 |

| M23 · X1 | L2 · X1 |

| s | nfr | r · f | w |

| s | nfr | r · f | w |

| s | nfr | r · f | w |

| s | nfr | r · f | w |